# 동공수축
동공수축(miosis 또는 myosis. 고대 그리스어 μύειν(múein) '눈을 감다'에서 유래) 또는 축동은 동공이 과도하게 수축되는 것이다. 반대 상태인 동공확대는 동공이 확장되는 것이다. 동공부등(anisocoria)은 한쪽 동공이 다른 쪽 동공보다 더 확장된 상태이다.

## 같이 보기
- 동공확대
- 옵신
- 감수분열(meiosis)
- 동공 반응(pupillary response)
- 동공 빛 반사(pupillary light reflex)